# Elena Lanzoni Prevost
Elena Lanzoni (Milano, 15 febbraio 1878 – Monza, 27 gennaio 1965) è stata un'imprenditrice e dirigente d'azienda italiana Attiva nel settore del commercio e dell'industria cinematografica, è ricordata per avere fondato con il marito Attilio Prevost le Officine Prevost di cui fu presidente dal 1954 al 1965, la Astra Film e la Elena Lanzoni Films.

## Biografia
Figlia di Arrigo Lanzoni (Pavia, 1852 - Milano, 1917), discendente di una nota famiglia di Pavia, e della marchesa Ida Ducloz De' Piazzoni, (1854 - Milano, 1935) figlia di nobili savoiardi originari di Chambery e Grenoble, Elena era la primogenita di altri cinque fratelli.
Lo zio Angelo Lanzoni (ingegnere, fratello di suo padre), fu uno dei pionieri e inventori della nuova tecnica del cemento armato, più propriamente detto calcestruzzo armato.
L'ingegner Angelo Lanzoni è ricordato a Pavia con una lapide collocata sul palazzo di via Indipendenza al civico 82 su cui si trova scritto: «Angelo Lanzoni qui ideava il cemento armato e con priorità di brevetto del marzo 1883 fece del trovato una invenzione italiana».
Il fratello della nonna paterna era il politico Emilio Broglio, Ministro dei Lavori Pubblici (1867) e poi della Pubblica Istruzione nel Governo Menabrea. Frequentò la scuola Tecnico-Umanitaria di Milano, parlava correntemente il tedesco ed il francese. A ventitré anni sposò in prime nozze il ligure Vittorio Canonero, ma il matrimonio durò poco.
Ebbe due figlie, Maria e Gigina (dal nome dello zio, Gigino [Luigi] Lanzoni, suo padrino di battesimo). Fu tra le primissime giovani ragazze milanesi ad emanciparsi entrando presto nel mondo del lavoro. Fu assunta, insieme alle amiche Gina Comelli e Gina Sestilli, dalla Casa Editrice Vallardi.
Nel 1911 fu assunta presso l'amministrazione della Milano Films di Luca Comerio dove, nel 1912, conobbe il futuro marito Attilio Prevost (1890-1954) che vi era impiegato come ingegnere progettista. L'anno successivo Elena convinse Attilio a mettersi in proprio unendo le loro forze e tentare la fortuna da indipendenti.
Fondarono le Officine Prevost che inizialmente ebbero sede in via Ripamonti a Milano, e di cui condivisero, come anche in seguito, la proprietà del capitale sociale.
Il suo impegno per lo sviluppo delle Officine Prevost fu determinante.
Era una donna libera, anticonformista e coraggiosa, dotata di spirito imprenditoriale e carattere deciso, anticipava i tempi, andando oltre le convenzioni in cui le donne erano state intrappolate per secoli.
È ricordata anche per la sua generosità e per il suo spirito filantropico, qualità testimoniate da decine di lettere inviategli da parenti e conoscenti che da lei furono aiutati o beneficati.
Elena Lanzoni ed Attilio Prevost si sposarono a Milano nel 1936.
Non avendo avuto figli, nel 1953 Attilio adottò come figlia la nipote di Elena, Annamaria Lari che viveva con loro dal 1935.
Dalla morte del marito, nel 1954, fu Presidente, Amministratore Unico e Direttore Generale delle Officine Prevost fino alla scomparsa nel 1965.
Nel 1957 nominò procuratore generale delle Officine Prevost Franco Mojana, marito di sua nipote Annamaria.

## Astra Film e Elena Lanzoni Films
La Grande Guerra era alle porte ed Attilio Prevost, in partenza per il fronte presso la sezione Foto-Cinematografica del Regio Esercito, volle sottoscrivere un mandato generale in favore di Elena, che siglasse la condivisione delle attività imprenditoriali da lui avviate e con il quale Elena diveniva il suo alter ego.
Nel 1915 I due imprenditori fondarono la casa di produzione cinematografica Astra Film con la quale produssero alcuni film muti tra cui: Il Vortice, L'ombra misteriosa, Sogno di Riette, Sulla soglia della felicità, tutti databili al 1915. Attilio era produttore e direttore della fotografia, mentre Elena ne seguiva la gestione. In quegli anni Elena collaborò anche con la Sabauda Film di cui Attilio Prevost era direttore.
Alla fine della Grande Guerra, nel gennaio 1919, fondò la Elena Lanzoni Films, una delle prime società per il commercio ed il noleggio di pellicole cinematografiche. In seguito si dedicò esclusivamente alla gestione delle Officine Prevost, che già dagli anni '20 erano diventate un'azienda di riferimento in campo cinematografico.